# Oktay Derelioğlu
Oktay Derelioğlu (* 17. Dezember 1975 in Karagümrük, Istanbul) ist ein ehemaliger türkischer Fußballspieler.

## Karriere

### Verein
Seine Karriere als Fußballprofi begann 1985 beim Istanbuler Verein Fatih Karagümrük SK. Mit 14 Jahren gelang ihm der Sprung in die erste Herrenmannschaft. In seiner zweiten Saison bei den 1. Männern erzielte er als 16-Jähriger in 19 Zweitligaspielen fünf Tore und machte mehrere Erstligaklubs auf sich aufmerksam. Während Beşiktaş Istanbul sich zögerlich um eine Verpflichtung bemühte und Derelioğlus Verein statt einer Ablöse Trainingsmaterial anbot, setzte sich im Sommer 1992 von Trabzonspor der Vereinspräsident Sadri Şener mit der Klubführung in Verbindung und verpflichtete Derelioğlu gegen eine Ablösesumme von 100.000 US-Dollar. beim Schwarzmeerklub konnte sich der 17-jährige Derelioğlu nicht gegen die Stürmerkollegen durchsetzen und wechselte am Saisonende zu Beşiktaş Istanbul.
In der ersten Saisonhälfte war er sehr erfolgreich, sodass er auch in die türkische Nationalmannschaft berufen wurde. Sein Tor im Länderspiel gegen Belgien ist als eines der spektakulärsten Tore in die türkische Fußballgeschichte eingegangen. Er spielte mehrere Belgier in einem Solo aus und schoss anschließend ein Tor. In der folgenden Saison hat er sich mehrfach verletzt und konnte keine konstante Leistung mehr bringen. 1997 beging seine Frau Suizid; er fand mit der Verlobten seines ehemaligen Fußballerkollegen Serdar Topraktepe eine neue Partnerin. Dieses führte zu einem Rechtsstreit und war auch der Grund, warum er Beşiktaş verlassen musste. Er spielte anschließend für Siirt Jetpaspor und Gaziantepspor.
2000 spielte er in der spanischen Liga für den Verein UD Las Palmas, wo er sich nicht durchsetzen konnte. 2001 wechselte er wieder zu Trabzonspor, wo er nur kurz blieb und zu Fenerbahçe Istanbul wechselte. In der Saison 2003/04 spielte er für eine halbe Saison beim 1. FC Nürnberg, und zur Rückrunde wechselte er wieder in die türkische Liga zu Samsunspor. In den folgenden Jahren spielte er noch für Akçaabat Sebatspor, İstanbulspor und Yalovaspor. In der Saison 2004/05 spielte er unter dem türkischen Trainer Rasim Kara bei FK Xəzər Lənkəran in Aserbaidschan. Er wurde Torschützenkönig und als bester Spieler der Saison ausgezeichnet. 2007 wechselte er zu seinem Heimatverein Fatih Karagümrük SK zurück und beendete dort seine Karriere. Künftig will er als Trainer arbeiten.

### Nationalmannschaft
Er hatte 20 Einsätze in der türkischen Nationalmannschaft und erzielte dort neun Tore. Bei der EM 2000 war er im Kader und erreichte mit seinem Land das Viertelfinale.

## Erfolge
Als Nationalspieler
- U-18-Europameister: 1992
- U-18-Vize-Europameister: 1993
- Europameisterschafts-Viertelfinalist: 2000

Mit seinen Vereinen
- Türkischer Meister: 1995
- Pokal des Türkischen Sportjournalisten-Vereins: 1993
- Türkischer Pokal: 1992, 1994, 1998
- Türkischer Supercup: 1994, 1998

Individuell
- 100er-Klub-Mitglied der Süper Lig

## Trivia
- Er war lange Zeit mit 14 Toren der erfolgreichste Torschütze Beşiktaş Istanbuls bei den europäischen Pokalwettbewerben.[2]